# Добромильская летопись
Добромильская летопись (укр. Добро́мильський літо́пис) — хроника, составленная около 1700 года в городе Добромиль грекокатолическим священником церкви Рождества Пресвятой Богородицы город Добромиль Семеном (Симеон) Коростенским.

## Описание
Летопись охватывает события 1648—1700 годов на территории современной Украины. Больше всего сообщений касается опустошения Правобережной Украины татаро-турецкими войсками в последней четверти XVII века, получение турками Каменец-Подольского, их поражение под Хотином и Журавно. Описаны начало национальной революции 1648—1676 годов, взятия казаками Богдан Хмельницкий Люблин (Польша) 1655 году, ордынские набеги на Украину и борьба с ними, оборона Вены 1683 года и события местного значения (наводнения, неурожаи, эпидемии и т. д.).
Автор, будучи сторонником сильной королевской власти, осуждал феодальную анархию в Речи Посполитой. При написании летописи он полагался в основном на свою память, хотя, вероятно, использовал и источники, которые хранились в Добромыльском монастыре Василиан. Памятка написана на украинском языке, близкому к народному. Впервые выдержки из летописи напечатал Антоний Петрушевич, а полный текст подал Владимир Антонович (1888 год). Опубликованный в книге «Сборник летописей, относящихся к истории Южной и Западной Руси, изданный Киевской комиссией для разбора древних актов»